# 1989 (Taylor's Version)
1989 (Taylor's Version) je četvrti presnimljeni album američke kantautorice Taylor Swift, objavljen je 27. listopada 2023. preko Republic Recordsa. Album je ponovno snimljena verzija Swiftinog petog studijskog albuma, 1989 (2014.) i slijedi Speak Now (Taylor's Version) kao njezin drugi album 2023. godine. Najavljen 9. kolovoza 2023., na završnom nastupu u Los Angelesu turneje The Eras Tour, album je dio Swiftinog odgovora na njezinu raspravu o masterima 2019.
Glazbeno, 1989 (Taylor's Version) album je synth-popa nadahnut 1980-ima, potaknut sintesajzerima i teškim udaraljkama. Sastoji se od 21 pjesme, koje sadrže presnimljene verzije 16 pjesama iz deluxe izdanja sa 1989 albuma i pet dosad neobjavljenih pjesama "From the Vault". Swift, Jack Antonoff i Christopher Rowe producirali su većinu albuma, a originalni suradnici Ryan Tedder, Noel Zancanella, Shellback i Imogen Heap ponovno su se vratili da daju doprinos. Proširena izdanja albuma dodatno sadrže presnimljene verzije soundtracka pjesme "Sweeter Than Fiction" (2013.) i remiks Kendricka Lamara "Bad Blood" (2015.). 
Dvije pjesme s albuma — "Wildest Dreams (Taylor's Version)" i "This Love (Taylor's Version)" — objavljene su unaprijed 17. rujna 2021. odnosno 6. svibnja 2022.; oba su uvrštena među 50 najboljih američkih Billboard Hot 100. Nakon izlaska, 1989. (Taylor's Version) dobio je široku pohvalu glazbenih kritičara, s naglaskom na Swiftov vokal, produkciju zvuka, skladbe u trezoru i svoj status klasičnog albuma; mnogi su to smatrali njezinim najboljim ponovnim albumom dosad.

## Pozadina
Taylor Swift objavila je svoj peti studijski album, 1989, 27. listopada 2014. pod Big Machine Recordsom. Nadahnuta synth-popom iz 1980-ih, Swift je 1989 osmislila kako bi rekalibrirala svoju umjetnost u pop nakon što je svoja prva četiri albuma reklamirala na country radiju. Album je doživio kritički i komercijalni uspjeh, dobio je pozitivne kritike glazbenih kritičara i prodan u više od 1,287 milijuna primjeraka u prvom tjednu u Sjedinjenim Državama. Tri njegova singla — "Shake It Off", "Blank Space" i "Bad Blood" — dosegla su prvo mjesto Billboard Hot 100. Swift je postala prva izvođačica čija su tri albuma svaki prodala milijun primjeraka unutar prvog tjedna, 1989 je bio prvi album izdan 2014. koji je premašio milijun primjeraka i bio na vrhu Billboardove ljestvice 200 11 neuzastopnih tjedana. Na 58. dodjeli nagrada Grammy (2016.), album je osvojio nagrade za album godine i najbolji pop vokalni album, čime je Swift postala prva pjevačica koja je prvu nagradu osvojila dva puta.
Swift je izdala svoj sljedeći studijski album, Reputation (2017.), pod Big Machineom, prema njezinom ugovoru za snimanje koji je istekao u studenom 2018. Stoga se povukla iz Big Machinea i potpisala novi ugovor s Republic Recordsom, koji joj je osigurao prava na vlasništvo majstori svake nove glazbe koju bi izdala. U 2019. američki biznismen Scooter Braun kupio je Big Machine; vlasništvo mastera Swiftovih prvih šest studijskih albuma, uključujući 1989, preneseno je na njega. U kolovozu 2019. Swift je osudila Braunovu kupnju i najavila da će ponovno snimiti svojih prvih šest studijskih albuma kako bi sama posjedovala njihove mastere. Swift je započela proces ponovnog snimanja u studenom 2020. Fearless (Taylor's Version), prvi od njezinih šest ponovno snimljenih albuma, objavljen je 9. travnja 2021., nakon čega su uslijedili Red (Taylor's Version) 12. studenog 2021. i Speak Now (Taylor's Version) 7. srpnja 2023.; sva tri su postigla kritički i komercijalni uspjeh, debitirajući na vrhu američke Billboard 200 ljestvice.
Swift je počela zadirkivati 1989 (Taylor's Version) s pjesmom "Wildest Dreams (Taylor's Version)", objavljenom 17. rujna 2021., usred viralnog TikTok trenda koji uključuje originalnu snimku pjesme iz 2014. "This Love (Taylor's Version)" objavljena je na digitalnim platformama 6. svibnja 2022. Isječak "Bad Blood (Taylor's Version)" prikazan je u animiranom filmu DC League of Super-Pets iz 2022. Glazbeni video iz 2023. za pjesmu "I Can See You" imao je skrivenu poruku koja je upućivala na reizdanje 1989 albuma. Obožavatelji su primijetili nekoliko naznaka o skoroj objavi dok je Swift nastupala na stadionu SoFi u Los Angelesu u sklopu svoje šeste koncertne turneje, The Eras Tour, 8. kolovoza 2023., uključujući nekoliko Swiftinih odjevnih kombinacija koje se mijenjaju u plavu boju, a LED narukvice navijača bljeskaju plavo pet puta.
Dana 9. kolovoza 2023., na posljednjem nastupu turneje u Los Angelesu, Swift je najavila 1989 (Taylor's Version) kao svoj sljedeći presnimljeni album, koji bi trebao biti objavljen 27. listopada 2023., devet godina nakon originalnog izdanja 1989 albuma. SoFi Stadium je nakon najave osvijetlio svoj krov naslovom albuma.

## Pisanje i snimanje
Standard 1989 (Taylor's Version) sastoji se od 21 pjesme: presnimki 13 pjesama iz standardnog izdanja 1989, tri bonus pjesme iz originalnog deluxe izdanja i pet prethodno neobjavljenih " From the Vault" pjesme koje su napisane za album iz 2014., ali nikada nisu uključene. Resnimke "Bad Blood" remiksa (2015. ) s američkim reperom Kendrick Lamar i "Sweeter Than Fiction" (2013.), pjesma Swift i Jack Antonoff pridonijeli su soundtracku za One Chance (2013), također se nalaze u proširenim izdanjima 1989 (Taylor's Version) kao bonus pjesme.
Ponovno snimljene pjesme producirali su Swift i Christopher Rowe, osim pjesama koje su izvorno producirali Antonoff, Ryan Tedder, Noel Zancanella i  Imogen Heap, koja se vratila da koproducira te pjesme. Švedski producent Shellback, koji je producirao niz pjesama na snimanju 2014. zajedno s Maxom Martinom, producirao je "Wildest Dreams (Taylor's Version)" sa Swiftom i Roweom, dok je Martin bio uopće nije uključen u proizvodnju presnimke. Sve skladbe sa trezora napisali su i producirali Swift i Antonoff, osim "Say Don't Go", koju je umjesto toga koautorica napisala američka tekstopisac Diane Warren.

## Glazba i tekstovi
1989 (Taylor's Version) je synth-pop album. Njegov zvuk pokreću vijugave melodije, boreći sintesajzeri i teške udaraljke. Prema NME-u, album je djelo synth-popa nadahnutog 1980-ima, ali ima jedinstven zvuk, a ne "kičasti pastiš" retro utjecaja. Različiti kritičari su smatrali da je jedina zvučna razlika između 1989 i 1989 (Taylor's Version) Swiftin vokal, koji je postao tehnički jači i bogatiji. Prema Clashu, presnimka ima "čišći" instrumentarijum, a Swiftin vokal je "neki od njezinih najboljih dosad". Za razliku od Swiftovih prethodnih presnimki, 1989 (Taylor's Version) ne sadrži nove gostujuće vokale.

### "From the Vault" pjesme
Različiti kritičari su smatrali da je zvuk pet pjesama sa trezora relevantan za zvuk izvorne 1989 inspiriran 1980-ima. Prema Kelsey Barnes iz The Line of Best Fit, trezorske pjesme su različitih pop podžanrova slično snimci iz 2014. Međutim, Chris Willman iz Varietyja smatra da su neki produkcijski elementi trezorskih pjesama izgleda pod utjecajem Swiftinog desetog studijskog albuma, Midnights (2022).
"Slut!", čiji je naslov referenca na sramotenje drolje koje je Swift iskusila kao javna osoba tijekom godina, govori o romantičnoj vezi na koju je Swift ponosna i stoga ne brine kako je vanjski svijet gleda. "Say Don't Go" je senzualna "high-drama" pjesma o intenzivnim romantičnim osjećajima, s himničnim refrenom i izoliranim vokalnim uzorcima. "Now That We Don't Talk" najkraća je pjesma u Swiftovoj diskografiji, koja prikazuje njezin "prozračni" falset.
"Suburban Legends" opisuje ljubav punu nade, ali neuspješnu. "Is It Over Now?" je introspektivna pjesma koja bilježi kraj veze, s stihovima o pogreškama koje su počinili oba partnera, i raznim drugim "osjećajima nedovršenog posla", "okrutnim sjećanjima" i ispovijestima.

## Popis pjesama
| 1989 (Taylor's Version) - Standardno izdanje | 1989 (Taylor's Version) - Standardno izdanje | 1989 (Taylor's Version) - Standardno izdanje | 1989 (Taylor's Version) - Standardno izdanje | 1989 (Taylor's Version) - Standardno izdanje | 1989 (Taylor's Version) - Standardno izdanje | 1989 (Taylor's Version) - Standardno izdanje | 1989 (Taylor's Version) - Standardno izdanje | 1989 (Taylor's Version) - Standardno izdanje | 1989 (Taylor's Version) - Standardno izdanje |
| Br.                                          | Skladba                                      | Tekstopisac                                  | Producenti                                   | Trajanje                                     |                                              |                                              |                                              |                                              |                                              |
| -------------------------------------------- | -------------------------------------------- | -------------------------------------------- | -------------------------------------------- | -------------------------------------------- | -------------------------------------------- | -------------------------------------------- | -------------------------------------------- | -------------------------------------------- | -------------------------------------------- |
| 1.                                           | »Welcome to New York«                        | Taylor Swift • Ryan Tedder                   | Taylor Swift • Christopher Rowe              | 3:32                                         |                                              |                                              |                                              |                                              |                                              |
| 2.                                           | »Blank Space«                                | Swift • Max Martin • Shellback               | Swift • Rowe • Shellback                     | 3:51                                         |                                              |                                              |                                              |                                              |                                              |
| 3.                                           | »Style«                                      | Swift • Martin • Shellback • Ali Payami      | Swift • Rowe                                 | 3:51                                         |                                              |                                              |                                              |                                              |                                              |
| 4.                                           | »Out Of The Woods«                           | Swift • Jack Antonoff                        | Swift • Rowe                                 | 3:55                                         |                                              |                                              |                                              |                                              |                                              |
| 5.                                           | »All You Had To Do Was Stay«                 | Swift • Martin                               | Swift • Rowe                                 | 3:13                                         |                                              |                                              |                                              |                                              |                                              |
| 6.                                           | »Shake It Off«                               | Swift • Martin • Shellback                   | Swift • Rowe • Shellback                     | 3:39                                         |                                              |                                              |                                              |                                              |                                              |
| 7.                                           | »I Wish You Would«                           | Swift • Antonoff                             | Swift • Rowe                                 | 3:27                                         |                                              |                                              |                                              |                                              |                                              |
| 8.                                           | »Bad Blood«                                  | Swift • Martin • Shellback                   | Swift • Rowe • Shellback                     | 3:31                                         |                                              |                                              |                                              |                                              |                                              |
| 9.                                           | »Wildest Dreams«                             | Swift • Martin • Shellback                   | Swift • Rowe • Shellback                     | 3:40                                         |                                              |                                              |                                              |                                              |                                              |
| 10.                                          | »How You Get The Girl«                       | Swift • Martin • Shellback                   | Swift • Rowe • Shellback                     | 4:07                                         |                                              |                                              |                                              |                                              |                                              |
| 11.                                          | »This Love«                                  | Swift                                        | Swift • Rowe                                 | 4:10                                         |                                              |                                              |                                              |                                              |                                              |
| 12.                                          | »I Know Places«                              | Swift • Tedder                               | Swift • Rowe                                 | 3:15                                         |                                              |                                              |                                              |                                              |                                              |
| 13.                                          | »Clean«                                      | Swift • Imogen Heap                          | Swift • Rowe                                 | 4:30                                         |                                              |                                              |                                              |                                              |                                              |
| 14.                                          | »Wonderland«                                 | Swift • Martin • Shellback                   | Swift • Rowe                                 | 4:05                                         |                                              |                                              |                                              |                                              |                                              |
| 15.                                          | »You Are In Love«                            | Swift • Antonoff                             | Swift • Rowe                                 | 4:27                                         |                                              |                                              |                                              |                                              |                                              |
| 16.                                          | »New Romantics«                              | Swift • Martin • Shellback                   | Swift • Rowe                                 | 3:50                                         |                                              |                                              |                                              |                                              |                                              |
| 17.                                          | »Slut!«                                      | Swift • Antonoff • Patrik Berger             | Swift • Antonoff • Berger                    | 3:00                                         |                                              |                                              |                                              |                                              |                                              |
| 18.                                          | »Say Don't Go«                               | Swift • Diane Warren                         | Swift • Antonoff                             | 4:39                                         |                                              |                                              |                                              |                                              |                                              |
| 19.                                          | »Now That We Don't Talk«                     | Swift • Antonoff                             | Swift • Antonoff                             | 2:26                                         |                                              |                                              |                                              |                                              |                                              |
| 20.                                          | »Suburban Legends«                           | Swift • Antonoff                             | Swift • Antonoff                             | 2:51                                         |                                              |                                              |                                              |                                              |                                              |
| 21.                                          | »Is It Over Now?«                            | Swift • Antonoff                             | Swift • Antonoff                             | 3:49                                         |                                              |                                              |                                              |                                              |                                              |
| 77:49                                        |                                              |                                              |                                              |                                              |                                              |                                              |                                              |                                              |                                              |

| 1989 (Taylor's Version) - Deluxe edition | 1989 (Taylor's Version) - Deluxe edition | 1989 (Taylor's Version) - Deluxe edition | 1989 (Taylor's Version) - Deluxe edition | 1989 (Taylor's Version) - Deluxe edition | 1989 (Taylor's Version) - Deluxe edition | 1989 (Taylor's Version) - Deluxe edition | 1989 (Taylor's Version) - Deluxe edition | 1989 (Taylor's Version) - Deluxe edition | 1989 (Taylor's Version) - Deluxe edition |
| Br.                                      | Skladba                                  | Tekstopisac                              | Producenti                               | Trajanje                                 |                                          |                                          |                                          |                                          |                                          |
| ---------------------------------------- | ---------------------------------------- | ---------------------------------------- | ---------------------------------------- | ---------------------------------------- | ---------------------------------------- | ---------------------------------------- | ---------------------------------------- | ---------------------------------------- | ---------------------------------------- |
| 22.                                      | »Bad Blood ft. Kendrick Lamar«           | Swift • Lamar • Martin • Shellback       | Swift • Rowe                             | 3:20                                     |                                          |                                          |                                          |                                          |                                          |
| 81:09                                    |                                          |                                          |                                          |                                          |                                          |                                          |                                          |                                          |                                          |

| 1989 (Taylor's Version) - Tangerine edition | 1989 (Taylor's Version) - Tangerine edition | 1989 (Taylor's Version) - Tangerine edition | 1989 (Taylor's Version) - Tangerine edition | 1989 (Taylor's Version) - Tangerine edition | 1989 (Taylor's Version) - Tangerine edition | 1989 (Taylor's Version) - Tangerine edition | 1989 (Taylor's Version) - Tangerine edition | 1989 (Taylor's Version) - Tangerine edition | 1989 (Taylor's Version) - Tangerine edition |
| Br.                                         | Skladba                                     | Tekstopisac                                 | Producenti                                  | Trajanje                                    |                                             |                                             |                                             |                                             |                                             |
| ------------------------------------------- | ------------------------------------------- | ------------------------------------------- | ------------------------------------------- | ------------------------------------------- | ------------------------------------------- | ------------------------------------------- | ------------------------------------------- | ------------------------------------------- | ------------------------------------------- |
| 22.                                         | »Sweeter than Fiction«                      | Swift • Antonoff                            | Swift • Antonoff                            | 3:54                                        |                                             |                                             |                                             |                                             |                                             |
| 81:43                                       |                                             |                                             |                                             |                                             |                                             |                                             |                                             |                                             |                                             |